# Карамишевська культура
Карамишевська культура — рання новокам'яна культура лісостепового Середнього Наддоння поширена у сточищі річки Вороніж переважно у Липецькій й частково у Воронізький та Тамбовській областях.

## Дослідження
Карамишевська культура є частиною численних керамічних комплексів з накольчатою й накольчато-гребінцевої орнаментацією, що за новокам'яної доби широко поширилися від Південної і Центральної Європи до Центральної Азії та Сибіру, займаючи на території Східної Європи степову, лісостепову і значну частину лісової природно-кліматичних зон.
Раніше початок новокам'яної доби Верхнього Наддоння пов'язувався з середньодонською неолітичною культурою, проте з накопиченням джерельної бази в останні десятиріччя призвів до перегляду підсумків й оцінок формування й розвитку ранньоновокам'яних культур з накольчатою керамікою, виявлення механізмів взаємодії карамишевської, елшанської, середньодонської, верхньоволзької, дніпро-донецької новокам'яних культур й дроніхинської групи пам'яток.
Дослідження з виділення карамишевської культури проведені на основі вивчення матеріалів 140 (56 з яких розкопувалися) різного ступеня вивченості неолітичних пам'яток Верхнього Наддоння, з яких 20 мали матеріали карамишевської культури.

## Походження
Початок неоліту на верхньому Подонні було покладено в VI тисячоріччі до н. е. населенням елшанської культури, що пройшло у лісостепове Подоння з Середнього Поволжя. Воно і стало найпершим носієм традиції виготовлення керамічного посуду (Смольянинов, 2006а, Смольянинов, 2008а). В результаті на Верхньому Наддонні сформувалися карамишевська культура й матеріали дронихинського типу. Тоді ж або дещо пізніше, населення донського лісостепу зазнало значний культурний імпульс з Наддніпрянщини й Верхнього Надволжя, що виразилися у появі пам'яток верхньоволзької культури й матеріалів дніпро-донецької культурно-історичної спільності.
На фінальній стадії ранньоновокам'яної середньодонської культури Верхнього Наддоння її носії вступають у контакт, з одного боку, з населенням рибноозерської й рязансько-долговської неолітичних культур, а з іншого — з нижньодонською й середньостогівською енеолітичними культурами (4000-2500 роки до н. е.).
Навички виготовлення кераміки на Верхньому Дону виробляється в результаті прямого контакту з населенням елшанської культури, що прийшло сюди з Середнього Надволжя у VI тисячоріччі до н. е., що вже вміло виготовляти керамічний посуд. Перейманням донським населенням цієї техніки пояснюється поява керамічного комплексу середньодінської культури. Відомо 4 пам'ятки елшанської культури на Верхньому Доні: гирло річки Ізлегоща-2, Ярлуковська Протока, Липецьке Озеро, Університетська-3. Для їх керамічного комплексу характерний посуд коричневого кольору, з домішкою піску або без неї. Стінки горщиків добре загладжені зовні і зсередини, навіть до лощіння. Випал рівний. Товщина стінок 7-10 мм. Посуд або не орнаментувався, або орнаментовано горизонтальними рядами великого трикутного наколювання, як на стоянці гирлі річки Ізлегощи-2. Іноді ці наколи складалися в трикутну композицію. Більшість віночків профільовані і мають біконічну форму.
Також на 4 стоянках виділяються керамічні колекції першого і другого етапів верхньоволзької культури. До раннього етапу, який Н. Є. Зарецька й Є. Л. Костилева датується 6000-5600 років до н. е. відноситься поселення Березівка-4б. До початку другого етапу культури відноситься стоянка Куликівка-2. Більша частина цієї пам'ятки мезолітична, тому виділити неолітичні знахідки не представляється можливим. Кераміка представлена 4 посудинами. При цьому переважна частина з них орнаментована горизонтальними, вертикальними, косовертикальними рядами дрібних нарубів-стусанів, що імітують орнаментацію шнуром. Частина стінок не була орнаментована.
Типологічно близькі подібної кераміці поодинокі фрагменти тонкостінних судин коричневого кольору з домішкою піску зі стоянки Монастирщина над річкою Непрядва (притока пічки Дон), що датована 5380-5250 роками до н. е.. Трохи більш пізнім часом другого етапу датується поселення Студеновка-3 через наявность гребінцевої орнаментації на посуді, у комплексах якого виявлено фрагменти 6-7 посудин.
Таким чином, на Верхньому Дону ми фіксуємо південну периферію верхньоволзької культури. Пам'ятки нечисленні, з малонасиченим культурним шаром. Але при цьому донська частина їх не є відірваною від решти ареалу поширення культури. Поселення Городок-1 над річкою Ранове (сточище річки Ока) може бути маркером шляху просування носіїв верхньоволзької культури на Дон.
На поселеннях Карамишево-9 й очисних спорудах Липецька виділяються матеріали дніпро-донецької культурно-історичної спільноти, що датуються 5000-4000 роками до н. е..

## Пам'ятки
До недавнього часу вважалися найдавніми на Верхньому й Середньому Дону неолітичні стоянки середньодонської культури. Останніми дослідженнями Карамишево-9 (724 кв. м.) й Карамишево-5 (64 кв. м) виділено ранньонеолітичну карамишевську культуру.
Виявлено 20 пам'яток карамишевської культури, що всі розташовані на заплавних останцях першої надзаплавної тераси річки Вороніж. Розвиток кераміки цього населення повторює шлях більшості ранньонеолітичних культур від слабоорнаментованої, накільчастої до питомого зростання й зростання на посудинах гребінчастої орнаментації.
Карамишеську культуру можна поділити на етапи зародження, розквіту й занепаду.

## Періодизація

### Зародження культури

#### Кераміка
До раннього етапу відносяться матеріали поселень Карамишево-5, Василівський Кордон-5, Василівський Кордон-7, Савицьке-1, Карамишево-1 та Добре. За формою горщики поділяються на прямостінні, закритої, відкритої форм та профільовані. На кількох посудинах було ребро. Краї горщиків, переважно пригострені, рідше — округлі, ще рідше вони сплощені. Виявлені на поселенні днища у 6 випадках плоскі, у 3 — пригострені. У переважній більшості даний посуд або не мав орнаменту, або прикрашалася у верхній частині горизонтальним поруч ямок або перлинних відбитків. Кераміка орнаментувалася в поодиноких випадках горизонтальними рядами овальних, трикутних, підтрикутних, ромбічних, точкових наколів. Рідко на стінках посудин фіксуються просвердлені отвори. Вся кераміка одношарова в зламі, світло-коричневого кольору, з домішкою шамоту в муловому тесті. Більшість судин лощилось після нанесення на виготовлений горщик тонкого шару ангоба. Менша частина з них, навпаки, після виготовлення до ангобування згладжувалася гребінчастим штампом, а потім вже, після висихання, покривалася тонким шаром ангобу й загладжувалася до лощіння. Ліплення посудин на всіх трьох етапах проводилася стрічковим способом, при якому нижній край стрічки накладався на попередню стрічку зсередини, тобто використовувався прийом їх косою стикування. Ширина стрічок варіює в залежності від діаметра тієї чи іншої частини посудини. Визначити комплекс кам'яних знарядь на предмет типології практично не представляється можливим, тому що матеріали отримані на змішаних пам'ятках з нечіткою стратиграфією.

#### Камень
Вироби з каменю представлені тільки на стоянці Карамишево-5 двома ножами, одним струганком, трьома дисковидними нуклеусами для зняття сколи, одним наконечником трикутної форми з черешком, двома різцями, одним відбійником, п'ятьма шкребками. В якості скребків використовувалися також 4 ретушованих сколи. Для пам'ятках характерна яскраво виражена відсколова технологія виготовлення знарядь (знайдено всього 2 неправильних пластини). Провідний виробний матеріал місцевий низькоякісний кремінь сірого кольору. Один скребок виготовлений з кварциту. Найймовірніше, основну частину виробів з каменю можна датувати неолітичною добою, хоча не можна виключати, що якась частина з них може відноситися до 3 інших кремінним культурам — середньостогівської, катакомбної та воронізької. Виявлений кремінний комплекс характеризується яскраво вираженою відсколовою технологією, тому що на 96 крем'яних знахідок припадає лише 2 пластини.

## Періодизація
Ймовірно, початок першого етапу культури треба датувати аналогічно або трохи пізніше матеріалів елшанської культури на стоянці Городок-1, що розташовано у 40 км від території Верхнього Дону — 5000-4650 роками до н. е.. Кераміка з поселень Карамишево-5 (ймовірно відображає початок цього етапу), Василівський Кордон-7 й Василівський Кордон-5 дають час існування культури 4670-3790 роки до н. е..

### Розквіт культури
Головною ознакою 2-го етапу культури є зростаючий відсоток кераміки, прикрашеної овальними наколами, а на поселенні Рибне Озеро-2 він явно переважає. Крім цього, найбільші колекції цього етапу отримані на стоянках у Чернавського мосту, пункт 222 Ярлуковської Протоки.
Переважає кераміка сірого кольору, зовнішні і внутрішні поверхні якої залощені, в меншій мірі вони покриті гребінчастими згладжуючими розчесами, по верху яких відбувалося лощіння по ангобу. Тісто щільне, присутня невелика домішка шамоту, рідше — органіки і на поселенні Рибне Озеро — раковини. Поудини в основному маленьких і середніх пропорцій. Діаметр їх — 14, 16, 18, 28, а в поодиноких випадках — до 50 см. По верху горщики орнаментувались одним або кількома горизонтальними рядами конічних ямок. Деякі посудини по краю прикрашені насічками, а також наколами округлої, овальної, рідше трикутної форм. Були присутні також ямкові й точкові вдавлення, що на поверхні горщиків компонувалися у горизонтальні, косовертікальні ряди, іноді у вигляді хвилі. Тільки в одному випадку горщик орнаментувався зсередини. Більшість складають посудини з пригостреним або округлим краєм, набагато рідше він плоский. На поселеннях виявлено тільки одне пригострене днище. За формою горщики поділяються на прямостінні, злегка відкриті й злегка закриті (приблизно у рівних пропорціях), набагато рідше зустрічаються профільовані форми. Для цього етапу культури відома одна господарська споруда на поселенні Рибне Озеро 2 — овальна в плані житлової споруди розміром 560x385 см з вогнищем у центрі, злегка заглиблена в материк.
Припускається, що 2-ий етап культури був досить короткостроковим й тривав не більше 200 років й датується 3850-3500 роками до н. е..

### Занепад культури
Відмітною ознакою третього етапу карамишевської культури є наявність гребінчастих відбитків в орнаментації кераміці. Найбільш ярковираженним комплексом цієї культури є поселення Карамишево-9 й Ярлуковська Протока (пункт 222). На останньому з них, крім керамічної колекції, прикрашеної овальними наколами, присутньо численний посуд з гребінчастою орнаментацією.
По ряду таких ознак, як наявність в колекції неорнаментованого посуду, лощення її поверхні, прикраси перлинами, гофрування віночків, просвердлених отворів, прокреслених ліній, присутність мотиву висячих трикутників, а також схожість топографічних умов розташування стоянок з розглянутими матеріалами, кераміка карамишевського типу найбільш близька елшанським старожитностям. Хоча слід визнати, що говорити про їх повну ідентичність неможливо, так як на карамишевській кераміці немає орнаментації гладкою качалкою, а прокреслений орнамент, профілювання посудин, просвердлені отвори зустрінуті в одиничних випадках. У свою чергу, псевдошнурова орнаментація не характерна для елшанської кераміки. Виходячи з цього, вважаємо, що поява карамишевської культури стало результатом продовження переходу населення вже середньоволзької культури на територію Верхнього Дону, в керамічному комплексі якої чітко простежується вся сукупність зазначених вище ознак. Тоді можливо, що середньомокшанська стоянка Ковиляй-1, матеріали якої знаходять аналогії карамишевським, була точкою, що маркує просування середньоволзького населення у Наддоння. Не виключено, що причиною пересування середньоволзького населення на територію Верхнього Дону могли бути й деякі кліматичні зміни, оскільки відзначається досить глибока аридизація клімату близько 5200 років до н. е..